# Fazio Giovanni Santori
Fazio Giovanni Santori, italijanski rimskokatoliški duhovnik, škof in kardinal, * 1448, Viterbo, † 22. marec 1510, Španija.

## Življenjepis
22. julija 1504 je bil imenovan za škofa Cesene. 1. decembra 1505 je bil povzdignjen v kardinala. 17. decembra 1507 je postal apostolski administrator Pamplona y Tudela, kar je opravljal do smrti.